# Laurent Clerc (Leichtathlet)
Laurent Clerc (* 12. April 1972) ist ein ehemaliger Schweizer Sprinter, der sich auf den 400-Meter-Lauf spezialisiert hatte.
Bei den Weltmeisterschaften 1995 in Göteborg schied er mit der Schweizer 4-mal-400-Meter-Staffel im Vorlauf aus.
1996 kam er bei den Olympischen Spielen in Atlanta im Einzelbewerb nicht über die erste Runde hinaus und erreichte mit der Schweizer 4-mal-400-Meter-Stafette den Halbfinal. Bei den Weltmeisterschaften 1997 in Athen scheiterte er mit dem Schweizer Quartett erneut in der ersten Runde. 1998 schied er bei den Halleneuropameisterschaften in Valencia über 400 Meter im Vorlauf aus und kam bei den Europameisterschaften in Budapest mit der Schweizer Stafette auf den fünften Platz.
Im Jahr darauf ereilte ihn bei den Hallenweltmeisterschaften 1999 in Maebashi über 400 Meter erneut das Aus in der ersten Runde. Bei den Weltmeisterschaften in Sevilla stellte die Schweizer 4-mal-400-Meter-Stafette in der Besetzung Clerc, Mathias Rusterholz, Alain Rohr und Marcel Schelbert im Vorlauf mit 3:02,46 min den aktuellen Schweizer Rekord auf, verpasste aber dennoch den Einzug in den Final.
2000 kam er bei den Halleneuropameisterschaften in Gent über 400 Meter und bei den Olympischen Spielen in Sydney in der 4-mal-400-Meter-Staffel nicht über die erste Runde hinaus.
1997 und 2000 wurde er Schweizer Meister über 400 Meter.

## Persönliche Bestzeiten
- 400 m: 45,60 s, 3. Juli 1996, Lausanne
  - Halle: 46,54 s, 7. Februar 1999, Magglingen